# Nitidula rufipes
Nitidula rufipes – gatunek chrząszcza z rodziny łyszczynkowatych i podrodziny Nitidulinae. Zamieszkuje palearktyczną Eurazję i nearktyczną Amerykę Północną.

## Taksonomia
Gatunek ten opisany został po raz pierwszy w 1767 roku przez Karola Linneusza pod nazwą Silpha rufipes.

## Morfologia
Chrząszcz o lekko wypukłym, w zarysie podługowato-owalnym ciele długości od 2 do 5,1 mm. Ubarwienie ma smoliście brunatne do czarnego z rdzawobrunatnymi lub czerwonożółtymi czułkami (z wyjątkiem czarnych buławek), odnóżami i krawędziami przedplecza. Wierzch ciała jest gęsto i bezładnie punktowany oraz krótko owłosiony. U samców przedplecze jest słabiej sklepione, słabiej ku przodowi zwężone i znacznie bardziej matowe niż u samic. Punktowanie na przedpleczu staje się ku bokom gęstsze i grubsze, ale nie przekształca się w mikrosiateczkowanie o formie plastra miodu. U samicy największe punkty przedplecza są pępkowate i większe niż fasetki oczu, u samca zaś co najwyżej tak duże jak fasetki. Przednie kąty przedplecza są rozwarte i wystające ku przodowi. Krawędzie boczne przedplecza i pokryw są delikatnie, gęsto i krótko orzęsione. Na pokrywach występuje mikrosiateczkowanie i oddalone zwykle na dystans większy od ich średnic punkty. Przedpiersie ma wierzchołek wyrostka międzybiodrowego mocno ku bokom powyciągany. Odnóża pary przedniej i środkowej mają golenie u samców rozszerzone mocniej niż u samic.

## Ekologia i występowanie
Owad zoosaprofagiczny, znajdowany na suchej padlinie i kościach.
Gatunek holarktyczny. W Europie znany jest z Portugalii, Hiszpanii, Andory, Islandii, Irlandii, Wielkiej Brytanii, Francji, Belgii, Luksemburga, Holandii, Niemiec, Szwajcarii, Austrii, Liechtensteinu, Włoch, Danii, Szwecji, Norwegii, Finlandii, Estonii, Łotwy, Litwy, Polski, Czech, Słowacji, Węgier, Białorusi, Ukrainy, Mołdawii, Rumunii, Bułgarii, Słowenii, Chorwacji, Bośni i Hercegowiny, Czarnogóry, Serbii, Albanii, Macedonii Północnej, Grecji oraz europejskich części Rosji i Turcji. Poza tym podawany jest z syberyjskiej i dalekowschodniej części Rosji, Gruzji, Kirgistanu, Chin (z Shaanxi) oraz nearktycznej Ameryki Północnej.